# Samsung Galaxy A03
Il Samsung Galaxy A03 è uno smartphone di fascia bassa prodotto da Samsung principalmente per il mercato vietnamita, facente parte della serie Samsung Galaxy A.

## Caratteristiche tecniche

### Hardware
Il Galaxy A03 è uno smartphone con form factor di tipo slate, le cui dimensioni sono di 164,2 × 75,9 × 9,1 millimetri e pesa 196 grammi (in Europa: dimensioni 166,6 × 75,9 × 9,2 mm, peso 199 grammi). Il frame laterale ed il retro sono in plastica.
Il dispositivo è dotato di connettività GSM, HSPA, LTE, di Wi-Fi 802.11 a/b/g/n/ac con supporto a Wi-Fi Direct ed hotspot, di Bluetooth 5.0 con A2DP e LE, di GPS con GLONASS, GALILEO e QZSS, NFC (in base al mercato/regione). Ha una porta micro-USB 2.0 ed un ingresso per jack audio da 3,5 mm.
Presenta uno schermo touchscreen capacitivo da 6,5 pollici di diagonale, di tipo LCD TFT Infinity-V, con aspect ratio 20:9, angoli arrotondati e risoluzione HD+ 720 × 1600 pixel (densità di 270 pixel per pollice). Il dispositivo è stato commercializzato sia in versione mono che dual SIM.
La batteria ai polimeri di litio da 5000 mAh non è removibile dall'utente. La ricarica è standard da 7.75 W.
Il chipset è un UNISOC Tiger T606 (12 nm). La memoria interna, di tipo eMMC 5.1, è di 32, 64 o 128 GB, mentre la RAM è di 3 o 4 GB (in base alla versione scelta).
La fotocamera posteriore ha 2 sensori, uno principale da 48 MP con apertura f/1.8 ed uno da 2 MP (profondità) f/2.4, è dotata di autofocus e flash LED, in grado di registrare al massimo video Full HD a 30 fotogrammi al secondo, mentre la fotocamera anteriore è da 5 MP f/2.2, HDR e registrazione video massimo video in Full HD a 30 fps.

### Software
Il sistema operativo è Android 11. Ha l'interfaccia utente personalizzata One UI Core 3.1.
Da fine agosto 2022 inizia a ricevere Android 12 con One UI Core 4.1.
E dal 28 febbraio 2023 inizia a ricevere Android 13 con One UI Core 5.0.

## Commercializzazione
Il Galaxy A03s è stato presentato in India il 18 agosto 2021. È in vendita dopo la presentazione.
Il Galaxy A03 Core è stato presentato il 15 novembre 2021. È in vendita, in India, dal 6 dicembre successivo.
Il Galaxy A03 è stato presentato principalmente il 25 novembre 2021 mentre il 3 gennaio 2022 viene ufficializzato in Vietnam. È in vendita dal 10 gennaio successivo.

## Varianti

### Galaxy A03s
Il Galaxy A03s è uno smartphone di fascia bassa prodotto da Samsung principalmente per il mercato indiano.
Si presenta come una versione "migliorata" del Galaxy A03, avendo alcune caratteristiche differenti: seppur mantenga le stesse dimensioni e peso della versione base (in Europa: dimensioni 166,5 × 75,9 × 9,2 mm, peso 198 g), ha un lettore d'impronte digitali laterale sul tasto di accensione, Wi-Fi b/g/n, processore MediaTek Helio P35 (MT6765) con CPU octa-core (4 core a 2.3 GHz + 4 core a 1.8 GHz) e GPU PowerVR GE8320, tripla fotocamera (13 MP principale + 2 MP macro + 2 MP di profondità) e porta USB-C 2.0.

### Galaxy A03 Core
Il Galaxy A03 Core è uno smartphone di fascia bassa presentato per il mercato internazionale il 15 novembre 2021.
Pur condividendo alcune specifiche con Galaxy A03, si differenzia di molto da quest'ultimo per il peso (211 grammi), ha una fotocamera posteriore da 8 MP e anteriore da 5 MP, monta Android 11 Go Edition, il SoC è un UNISOC SC9863A (28 nm) con CPU octa-core (4 core a 1.6 GHz + 4 core a 1.2 GHz) e GPU IMG8322, Wi-Fi b/g/n e Bluetooth 4.2, la RAM è di 2 GB e la memoria interna da 32 GB.